# Bibliothèque d'Itäkeskus
La bibliothèque d'Itäkeskus (finnois : Itäkeskuksen kirjasto) est une bibliothèque de la section Itäkeskus du quartier de Vartiokylä à Helsinki en Finlande.

## Présentation
La bibliothèque d'Itäkeskus est l'un des établissements de la bibliothèque municipale d'Helsinki.
Elle est installée dans le centre culturel Stoa d'Itäkeskus,,.
À proximité se trouvent le centre commercial Itis, le centre commercial Puhos, l'église d'Itäkeskus et la piscine d'Itäkeskus.

## Groupement Helmet de bibliothèques
La bibliothèque de Käpylä fait partie du groupement Helmet, qui est un groupement de bibliothèques municipales d'Espoo, d'Helsinki, de Kauniainen et de Vantaa ayant une liste de collections commune et des règles d'utilisation communes.